# Jean-Emmanuel Gilibert

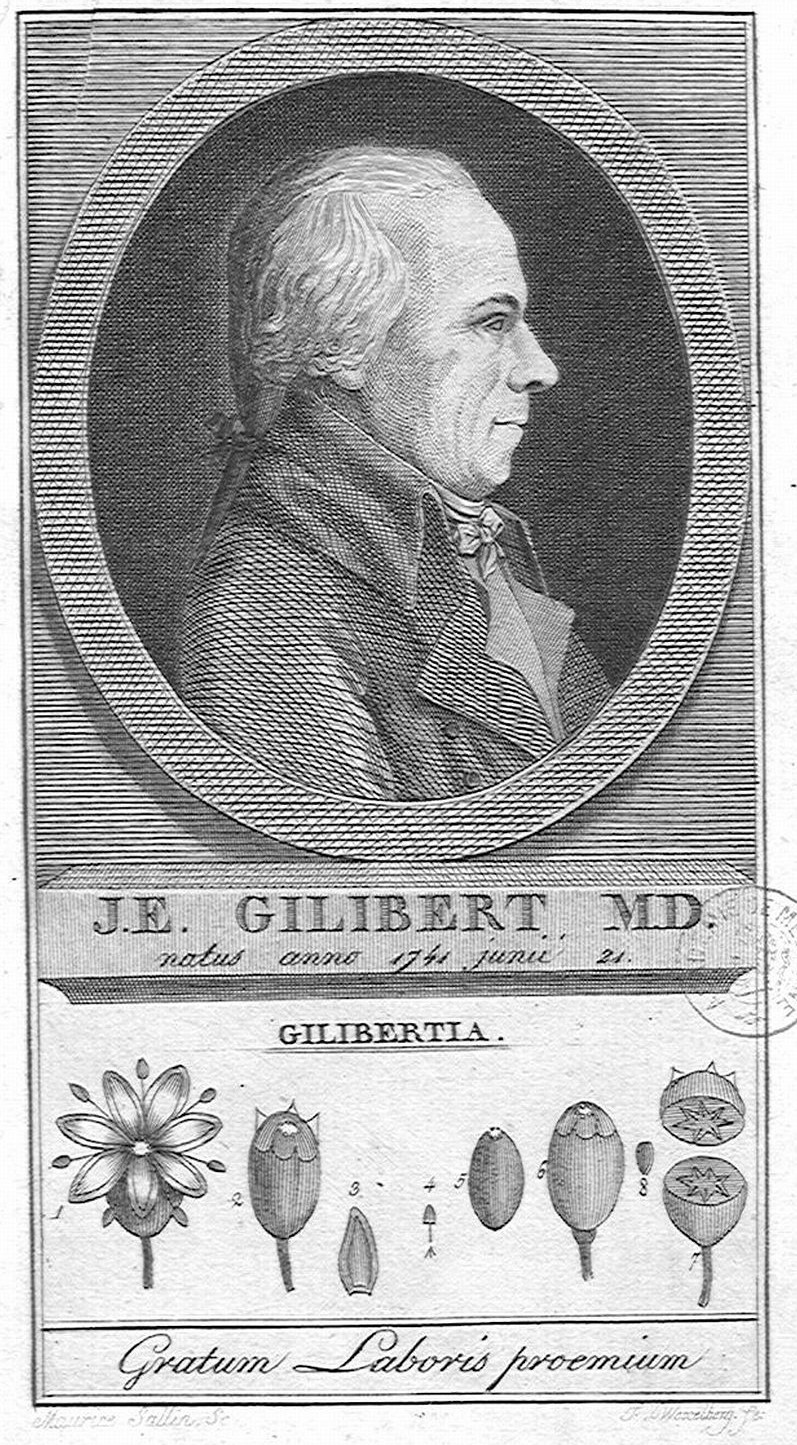
Jean Emmanuel Gilibert

Jean Emmanuel Gilibert (* 21. Juni 1741 in Lyon; † 2. September 1814 ebenda) war ein französischer Arzt und Botaniker. Sein offizielles botanisches Autorenkürzel lautet „Gilib.“

## Leben
Gilibert studierte 1760 bis 1764 in Montpellier Medizin und war dann Arzt in Lyon. In seiner Freizeit sammelte er Pflanzen in der Umgebung von Lyon und legte einen botanischen Garten an, den er aber mangels öffentlicher Unterstützung aufgeben musste. Durch Vermittlung von Albrecht von Haller und Antoine Gouan erhielt er 1774 den Auftrag, in Wilna die Lehre von Medizin und Naturgeschichte zu erneuern. Er war 1775–1783 in Wilna, wo er auch einen botanischen Garten anlegte. Das führte auch zu Werken über die Flora von Litauen. Diese Flora lithuanica wird nach dem Internationalen Code der Nomenklatur für Namen von Arten und Taxa innerhalb der Art nicht anerkannt, da Gilibert die binäre Nomenklatur nicht konsequent durchgeführt hat. Sein Nachfolger im Amt in Litauen war Georg Forster. In Grodno legte er den ersten botanischen Garten Polen-Litauens an. Dieser Königliche Garten konnte es mit den Royal Botanic Gardens (Kew) und dem Sommergarten (Sankt Petersburg) aufnehmen.
Ab 1783 war er Arzt am Hôtel-Dieu in Lyon. Daneben veröffentlichte er botanische Werke und es gelang ihm auch, die Einrichtung eines botanischen Gartens in der Trappistenabtei Désert zu erreichen. 1805 wurde er Direktor des Gartens. In der Französischen Revolution war er auf Seiten der Girondisten politisch aktiv und wurde 1793 Bürgermeister von Lyon. Während der Terrorherrschaft geflohen, kehrte er erst nach dem Sturz von Robespierre zurück. Er war Professor für Naturgeschichte in Lyon.
Er überarbeitete die Neuauflage (4. Auflage 1796) der Démonstrations élémentaires de botanique von Marc Antoine Louis Claret de La Tourrette (1729–1793) und Abbé François Rozier (1734–1793). Beide waren Botaniker in Lyon und für die Einrichtung des ersten Botanischen Gartens in Lyon in der Veterinärhochschule verantwortlich.

## Ehrungen
Nach Gilibert ist die Pflanzengattung Gilibertia Ruiz & Pav. aus der Familie der Araliengewächse (Araliaceae) benannt.

## Schriften
- L’anarchie médicale, ou la médecine considérée comme nuisible à la société. Neuchatel 1772. Band 1  Band 2  Band 3 Digitalisat archive.org
- Flora lithaunica inchoata Grodnae 1781. Band 1  Band 2  Band 3  Band 4  Band 5 Digitalisat Bayerische Staatsbibliothek
- Indagatores Naturæ in Lithuania 1781
- Exercitium botanicum in Schola principe Universitatis Vilnensis peractum 1782
- mit Marc-Antoine-Louis Claret de La Tourrette, Francois Rozier: Démonstrations Élementaires de Botanique: Contenant des Principes Généraux de cette Science (à l'usage de l'Ecole royale vétérinaire), 4. Auflage, Lyon 1796
- Caroli Linnaei, botanicorum princeps, systema plantarum Europae. Lyon 1785. Band 1   Band 2  Band 3  Band 4 Digitalisat Bayerische Staatsbibliothek
- Adversaria medico-practica prima, seu annotationes clinicae. Lyon 1791 Digitalisat Gallica
  - Ernst Benjamin Gottlieb Hebenstreit: Joh. Emanuel Giliberts … Sammlung praktischer Beobachtungen. Gräffsche Buchhandlung, Leipzig 1792. Digitalisat Bayerische Staatsbibliothek
- Exercitia phytologica, 1792
- Histoire des plantes d’Europe, 1798
- Le médecin naturaliste, ou observations de médecine et d’histoire naturelle. Lyon – Paris 1800
  - Johann Emanuel Römer. Der Arzt als Naturforscher oder medicinische und naturhistorische Beobachtungen von Johann Emanuel Gilibert. Raspe, Nürnberg 1807 Digitalisat Bayerische Staatsbibliothek
- Synopsis plantarum horti Lugdunensis, 1810